# フィーバーアクシスI
フィーバーアクシスⅠは、1993年にSANKYOが発売した、風営法改正以降初めてドラムでトリプルリーチを採用したパチンコ機のシリーズ名。
フィーバーアクシスⅠの1機種がある。

## 概要
ドラム型のデジパチ。始動口への主な入賞ルートとして、ドラムの前にワープコースを搭載している。
有効ラインは横1、ナナメ2の3ラインとなっている。

## スペック
- フィーバーアクシスⅠ
  - 賞球数 7&15
  - 大当たり最高継続 15R
  - 大当たり確率 1/260

## 図柄
- 7
- F
- JP
- BAR
- リンゴ
- チェリー
- レモン
- コイン

## 演出
フィーバースピリットⅠ（1990年8月）以来で、ドラム型でトリプルリーチ演出がある。